# Werner Ditzinger
Werner Ditzinger (*  12. April 1928 in Braunschweig; † 9. März 2016) war ein deutscher Schwimmer und Unternehmer.

## Leben und Karriere
Ditzinger, der für Eintracht Braunschweig startete, gehörte zu den besten deutschen Kraulsprintern der Nachkriegszeit und gewann insgesamt acht deutsche Meistertitel, davon drei im Einzel und fünf in der Staffel. 1952 qualifizierte er sich für die Olympischen Spiele in Helsinki, konnte dort aber nicht teilnehmen, da das Nationale Olympische Komitee für Deutschland aus finanziellen Gründen nicht alle Athleten mit nach Finnland nehmen konnte. Einer seiner Renngegner war der Italiener Carlo Pedersoli, der später unter dem Namen Bud Spencer als Schauspieler bekannt wurde.
Ditzinger wurde ebenfalls in der deutschen Wasserballnationalmannschaft eingesetzt.
Nach dem Ende seiner Schwimmkarriere gründete Ditzinger 1958 die Firma Ditzinger GmbH, ein Großhandelsunternehmen für Industrieprodukte in Braunschweig.

## Erfolge
- Deutscher Meister im 100 m Kraul: 1949, 1950
- Deutscher Meister im 200 m Kraul: 1949
- Deutscher Meister in der 4 × 100-m-Kraulstaffel: 1951, 1952
- Deutscher Meister in der 4 × 200-m-Kraulstaffel: 1951, 1952
- Deutscher Meister in der 4 × 100-m-Rückenstaffel: 1951